# آبشار آبشیر آتا
آبشار آبشیر آتا (به لاتین: Abshir Ata Waterfall) یک آبشار است که در قرقیزستان واقع شده‌است.